# Raoul Praxy
Raoul Ernest Moÿse dit Raoul Praxy, né le 25 février 1891 dans le 11e arrondissement de Paris et mort le 28 juillet 1967 à Courbevoie, est un auteur dramatique, comédien et librettiste français.

## Carrière au théâtre
Comme auteur dramatique
- 1919 : Amour et Cinéma, vaudeville en trois actes, avec Robert Trémois, au théâtre Déjazet (16 avril)
- 1920 : La Petite Bouquetière du Moulin-Rouge, comédie en trois actes, avec Victor Henry (avril)
- 1922 : Chéri de sa concierge, vaudeville en trois actes, au théâtre Déjazet (22 mars)
- 1923 : Une escapade d'Henri III, sketch en un acte, au Métropole Capitole (4 mai)
- 1924 : Poulette et son poulain, comédie en trois actes, avec Max Eddy, au théâtre des Capucines (4 juin)
- 1925 : Un ménage à la page, comédie, au théâtre Fémina (16 juillet)
- 1928 : Zig-Zag, comédie en trois actes, avec Claude Gével, au théâtre de la Potinière (25 mars)
- 1928 : Par le bout du nez, comédie-vaudeville en trois actes, avec Henry Hallais, au théâtre Fémina (juillet)
- 1928 : Le Jeu du mari, comédie-vaudeville en trois actes, au théâtre Antoine (29 juillet)
- 1929 : Le roi boit, comédie-vaudeville en trois actes, au théâtre Fémina (22 juin)
- 1929 : Dollars, comédie en trois actes et quatre tableaux, au théâtre Fémina (27 juillet)
- 1947 : Jeu de dames, comédie en trois actes, au théâtre de la Potinière (20 décembre)
- 1950 : Jeff, comédie-vaudeville en trois actes, au théâtre de l'Ambigu (8 octobre)
- 1952 : Beaufils et Fils, comédie en trois actes au théâtre de la Potinière (16 octobre)

Comme librettiste
- 1910 : Saint-Valery-en-Caux pur chic, revue locale et sans prétention, avec Jacques Vannier, musique de M. Vicker, au Casino de Saint-Valery-en-Caux (15 août)
- 1925 : Chou-Chou, opérette en trois actes, avec Max Eddy, musique d'Henri Berény, au Bataclan (28 février)
- 1926 : Et avec ça ... Madame, folie-opérette en trois actes et dix-huit tableaux, avec Max Eddy, musique de Pierre Chagnon et Fred Pearly, à La Cigale (4 février)
- 1930 : Gaston, opérette en trois actes, avec Fernand Beissier et Louis Hennevé, musique de Gaston Gabaroche, à la Comédie-Caumartin (8 mars)
- 1930 : Le cœur y est, comédie musicale en trois actes et quatre tableaux, musique de Philippe Parès et Georges Van Parys, au théâtre de l'Athénée (20 mai)
- 1930 : Enlevez-moi !, comédie musicale en trois actes, avec Henri Hallais, musique de Gaston Gabaroche, à la Comédie-Caumartin (4 octobre)
- 1932 : Deux fois deux, opérette en trois actes, avec Max Eddy, musique de Gaston Gabaroche, au théâtre Daunou (28 janvier)
- 1932 : Azor, opérette en trois actes, avec Max Eddy, musique de Gaston Gabaroche, Fred Pearly et Pierre Chagnon, aux théâtre des Bouffes-Parisiens (16 septembre)
- 1936 : Faites-ça pour moi !, opérette en trois actes, avec Max Eddy, musique de Gaston Gabaroche et Fred Pearly, au théâtre Antoine (25 janvier)
- 1936 : Quand on a vingt ans, opérette en trois actes, avec Max Eddy, musique de Michel Emer, au théâtre Antoine (24 novembre)
- 1938 : J'hésite, opérette en trois actes, musique de Gaston Gabaroche et Fred Pearly, au théâtre Antoine (16 février)

## Filmographie partielle

### Comme acteur
- 1911 : Le Spoliateur (ou L'Autre ou un drame en wagon) d'Albert Capellani
- 1913 : La Glu d'Albert Capellani
- 1914 : Marie-Jeanne ou la Femme du peuple de Georges Denola
- 1918 : Hier et aujourd'hui, de Dominique Bernard-Deschamps : Roger de Guy-Châtel
- 1918 : L'Ibis bleu, de Camille de Morlhon : Pierre Daumier
- 1919 : L'Intervention de Protéa / Protéa intervient, de Jean-Joseph Renaud : Jean Brunière
- 1922 : Sans fortune, de Géo Kessler : Rodolphe
- 1923 : La Dame de Monsoreau, de René Le Somptier : Henri III
- 1924 : Le Vert galant, de René Leprince : Henri III

En 1960, il apparaît dans le court-métrage Le Rondon d'André Berthomieu.

### Comme scénariste
- 1932 : Enlevez-moi, de Léonce Perret

### Comme dialoguiste
- 1935 : Jeunes filles à marier, de Jean Vallée
- 1954 : Après vous, duchesse, de Robert de Nesle

## Distinctions
- Officier de la Légion d'honneur au titre du ministère de l'Éducation nationale (décret du 18 janvier 1935)[3].
- Commandeur de l'ordre des Arts et des Lettres (1966)[4]
- Président de la société des auteurs et compositeurs dramatiques